# Mount Brewer
Mount Brewer – szczyt w USA, w środkowej części stanu Kalifornia, położony 40 km na północny zachód od miasta Lone Pine, w hrabstwie Tulare w Kings Canyon National Park. Jest to jeden z najwyższych szczytów w górach Sierra Nevada oraz w Kalifornii. Obecną nazwę szczytowi nadano w 1864 roku na cześć amerykańskiego botanika i mierniczego Williama Brewera.